# Погосова, Рита Левоновна
Рита Левоновна Погосова (род. 6 декабря 1948, Баку, Азербайджанская ССР) — советская спортсменка, восьмикратная чемпионка СССР в одиночном (1969), парном (1968–1970) и смешанном парном разрядах (1967, 1968, 1970, 1975), чемпионка Европы (1970) и чемпионка мира (1969) в командных соревнованиях по настольному теннису. Мастер спорта СССР международного класса (1969).

## Биография
Рита Погосова родилась 6 декабря 1948 года в Баку. Начала заниматься настольным теннисом  в возрасте 10 лет под руководством Руслана Коцева. В национальную сборную СССР входила с 1966 года. Наиболее успешным в карьере Риты Погосовой стал 1969 год, когда она была чемпионкой СССР в одиночном и парном разряде, а также завоевала звание чемпионки мира в составе сборной СССР в командных соревнованиях. Этот успех на чемпионате мира в Мюнхене вошёл в историю советского настольного тенниса как первая и единственная победа сборной СССР (как женской так и мужской) на командных чемпионатах мира. В 1970 году на чемпионате Европы в Москве Рита Погосова выиграла медали всех достоинств: золотую в командных соревнованиях, серебряную в смешанном парном разряде и бронзовую в одиночном разряде.
В 1971 году переехала в Ереван, где её тренером стал Юрий Газарян. В 1976 году после рождения сына завершила свою карьеру. С 1978 по 1990 год занималась тренерской деятельностью в спортивном обществе «Спартак». В 2001–2007 годах была играющим тренером в университетской команде итальянского города Мессина. С 2007 года Рита Погосова работает детским тренером в спортивном клубе города Бинаско.